# やりくり三代記
『ダイハツコメディ やりくり三代記』（やりくりさんだいき）は、1960年9月4日から1962年2月5日まで朝日放送制作・ラジオ東京テレビ（KRT）→東京放送（東京テレビ→TBS、現・TBSテレビ）系列の毎週日曜18:30 - 19:00（JST）に放送されたコメディである。全77回。ダイハツ工業の一社提供。

## 概要
『やりくりアパート』『やりくり天国』に続く、『やりくり』シリーズの第3弾。
本作を以て『やりくり』とタイトルが着いた番組は終了するが、シリーズは次番組『青春タックル』まで継続する。
なお放送中は、『やりくりアパート』『やりくり天国』のコミカライズを担当した西沢まもるによって、小学館の学習雑誌「小学三年生」と「小学四年生」に連載された。またオープニングテーマソングは、「ダイハツコメディー」の最初の作品「やりくりアパート」で使われたものがそのまま放送されたが、今回は主要キャスト全員が登場して歌うものだった。

## 出演者
- 横山エンタツ
- 大村崑
- 芦屋小雁
- 三浦策郎
- 花和幸助
- 三角八重

ほか

## スタッフ
- 作：花登筺
- 音楽：加納光記